# Cisticola rufilatus
Cisticola rufilatus là một loài chim trong họ Cisticolidae.